# Sinfonía n.º 60 (Haydn)

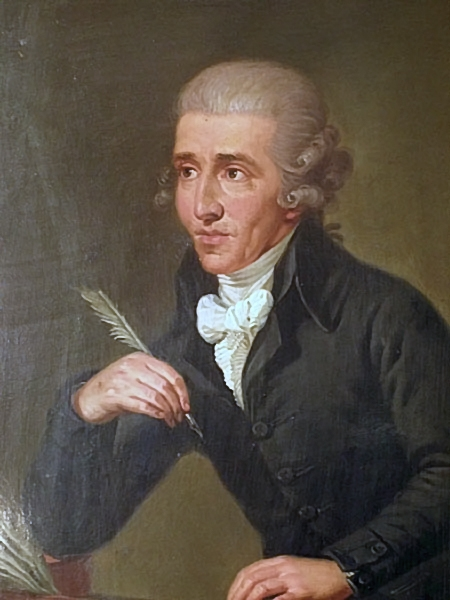
Haydn hacia 1770.

La Sinfonía n.º 60 en do mayor, Hob. I:60, también conocida como El distraído, en italiano Il distratto o en alemán Der Zerstreute, fue compuesta por Joseph Haydn en algún momento entre 1774 y 1775.

## Historia
La producción sinfónica del maestro austríaco puede dividirse a grandes rasgos en tres bloques temporales: el primer bloque (1757-1761) se corresponde con su periodo al servicio del conde Carl von Morzin (n.º 1 - n.º 5); el segundo bloque en la corte Esterházy (1761-1790 pero con la última sinfonía para el público de Esterházy en 1781); y el tercer bloque (1782-1795) comprende las Sinfonías de París (n.º 82 - n.º 87) y las Sinfonías de Londres (n.º 93 - n.º 104). El 1 de mayo de 1761 el compositor firmó su contrato como vice-kapellmeister (más tarde kapellmeister) de la familia Esterházy, que nominalmente duró 48 años, hasta su muerte.
La composición de esta pieza se desarrolló en algún momento entre 1774 y 1775. Probablemente se completó en noviembre de 1774. El sobrenombre El distraído, como los de otras sinfonías de Haydn, no proviene del propio compositor. Se debe a que para esta obra Haydn compuso música incidental para la obertura, cuatro entreactos y el Finale de la comedia en cinco actos titulada Le distrait de Jean-François Regnard. Esta obra fue recuperada en 1774 en Alemania por Carl Wahr bajo el título alemán Der Zerstreute. Como parte de la ronda regular de representaciones teatrales de la corte Esterházy, la compañía de Carl Wahr tuvo una breve residencia cada verano desde 1772 hasta 1777. La compañía estaba especializada en representaciones de Shakespeare traducidas al alemán, pero también representaba otras obras. En la temporada de 1774 presentaron Der Zerstreute. Tanto la obra como la música de Haydn fueron muy bien recibidas; el periódico Pressburger Zeitung informó: "Los entendidos están asombrados por un lado, mientras que el resto del público está sencillamente encantado. Haydn sabe cómo satisfacer a ambos. De la pomposidad más afectada pasa al galimatías, y así Haydn y Regnard compiten entre sí para ver quién puede producir el entretenimiento más caprichoso y distraído". En algún momento, Haydn reunió la música que había creado para elaborar una sinfonía, que tituló en italiano Il distratto.

## Instrumentación
La partitura está escrita para una orquesta formada por:
- Viento madera: 2 oboes y 1 fagot.
- Viento metal: 2 trompas (en sol alto) y/o 2 trompetas opcionales.
- Percusión: timbales.
- Cuerda: una sección de cuerdas con 2 violines, viola, violonchelo y contrabajo.

En aquella época se solía emplear un fagot para amplificar la voz del bajo, incluso sin una notación separada. En cuanto a la participación del clavecín como bajo continuo en las sinfonías de Haydn existen diversas opiniones entre los estudiosos: James Webster se sitúa en contra; Hartmut Haenchen a favor; Jamie James en su artículo para The New York Times presenta diferentes posiciones por parte de Roy Goodman, Christopher Hogwood, H. C. Robbins Landon y James Webster. A partir de 2019 la mayor parte de las orquestas con instrumentos modernos no utiliza el clavecín como continuo. No obstante, existen grabaciones con clavecín en el bajo continuo realizadas por: Trevor Pinnock (Sturm und Drang Symphonies, Archiv, 1989-1990); Nikolaus Harnoncourt (n.º 6–8, Das Alte Werk, 1990); Sigiswald Kuijken (incluidas las Sinfonías de París y Londres; Virgin, 1988-1995); Roy Goodman (Ej. n.º 1-25, 70-78, 82-87; Hyperion, 2002).

## Estructura y análisis
La sinfonía consta de seis movimientos:
- I. Adagio 2
4 – Allegro di molto, en do mayor 3
4
- II. Andante, en sol mayor 2
4
- III. Menuet, en do mayor – Trio, en do menor 3
4
- IV. Presto, en do mayor 2
4
- V. Adagio (di Lamentatione), en fa mayor 2
4
- VI. Finale. Prestissimo, en do mayor 2
4

La interpretación de esta obra dura aproximadamente entre 25 y 30 minutos. A pesar de las hipótesis contrarias, es la única sinfonía de Haydn cuyo origen escénico puede documentarse. Esta singularidad está relacionada tanto con sus rarezas estilísticas como con el hecho de que se trata de una sinfonía de seis movimientos, una anomalía del género que en la música austriaca del siglo XVIII sólo se encuentra en obras abiertamente programáticas. El movimiento inicial servía de obertura, del segundo al quinto eran los entreactos y el último era una especie de "Finale" una vez terminada la obra. La acción de Le distrait gira en torno a los despistes de Leandre, que le acarrean todo tipo de problemas. Para esta farsa desenfadada, Haydn creó una música igualmente cómica. Incluso en los movimientos más serios (el primero y el quinto) de los seis que componen la sinfonía, el espíritu de comedia permanece latente. El compositor llevó a cabo aquí su mayor uso de canciones populares en una sinfonía; tales melodías se encuentran en los movimientos II, III, IV y VI.

### I.Adagio – Allegro di molto
El primer movimiento, Adagio – Allegro di molto, está escrito en la tonalidad de do mayor, en compás de 2/4 que en el Allegro pasa a 3/4 y sigue la forma sonata. Comienza con una introducción lenta, marcada Adagio, que contiene una fanfarria similar a la que abre la Sinfonía n.º 50 que también sirvió como obertura a una obra teatral. El Allegro está en forma sonata. El segundo tema tiene una sección que está marcada como perdendosi ("muriéndose") que Sisman asocia con la mente abstraída del protagonista de la obra. En la sección del desarrollo, el arpegio descendente que abre la Sinfonía n.º 45 de los Adioses aparece varias veces en distintas alturas. El primer movimiento destaca por las varias veces que la música se apaga gradualmente, seguidas de un retorno fuerte y abrupto. Estos gestos recuerdan bastante a la "sorpresa" de la Sinfonía n.º 94 homónima de Haydn de 1791.

### II.Andante
El segundo movimiento, Andante, está en sol mayor y en compás de 2/4. El elegante movimiento lento presenta una alternancia entre el motivo lírico en las cuerdas y una fanfarria de oboe y trompa. Desde el punto de vista teatral, sugiere un diálogo entre dos personajes de la obra, una joven y un soldado con aires de donjuan, pero también Haydn yuxtapuso estos tipos de temas en el movimiento lento de las Sinfonías n.º 28  y n.º 65. El desarrollo contiene una parodia de una danza folclórica francesa. Contiene interrupciones a modo de fanfarria ofrecidas por los vientos.

### III.Menuet– Trio
El tercer movimiento, Menuet – Trio, está en do mayor que en el trío pasa a do menor y en compás de 3/4. El minueto, cortesano y pomposo, se contrasta con la reaparición del personaje distraído del trío que se caracteriza por un motivo que deambula arriba y abajo sobre un pedal de estilo gaita.

### IV.Presto
El cuarto movimiento, Presto, está en do mayor y en compás de 2/4. Consiste en una frenética secuencia de melodías populares balcánicas.

### V.Adagio (di Lamentatione)
El quinto movimiento, Adagio (di Lamentatione), está en fa mayor y en compás de 2/4. Introduce en breves fragmentos los timbales y trompetas, que no aparecerán de nuevo en un movimiento sinfónico lento hasta la Sinfonía n.º 88. Contiene una melodía que podría derivar del canto gregoriano. La melodía es acompañada por suaves arpegios de las cuerdas y, tras una breve fanfarria, vuelve a sonar.

### VI.Finale.Prestissimo
El sexto y último movimiento, Finale'. Prestissimo, retoma la tonalidad inicial, el compás es 2/4 y también responde a la forma sonata. Haydn guarda su broma más cómica para el Finale. El inicio en un salvaje Prestissimo se detiene de golpe cuando los violines detectan que sus cuerdas en sol están mal afinadas en fa. Una vez que los violines reafinan sus cuerdas estrepitosamente, la música se reanuda y avanza con brillantez hasta el desenlace.

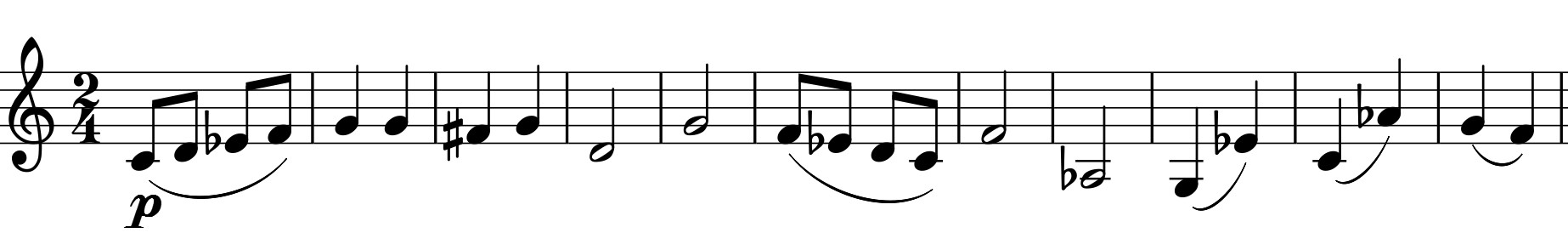
La “canción del vigilante nocturno”.